# Karjat
Karjat là một thành phố và là nơi đặt hội đồng đô thị (municipal council) của quận Raigarh thuộc bang Maharashtra, Ấn Độ.

## Địa lý
Karjat có vị trí 18°33′B 75°00′Đ / 18,55°B 75°Đ Nó có độ cao trung bình là 594 mét (1948 feet).

## Nhân khẩu
Theo điều tra dân số năm 2001 của Ấn Độ, Karjat có dân số 25.544 người. Phái nam chiếm 52% tổng số dân và phái nữ chiếm 48%. Karjat có tỷ lệ 76% biết đọc biết viết, cao hơn tỷ lệ trung bình toàn quốc là 59,5%: tỷ lệ cho phái nam là 80%, và tỷ lệ cho phái nữ là 71%. Tại Karjat, 12% dân số nhỏ hơn 6 tuổi.